# Бад Ротенфелде
Бад Ротенфелде (њем. Bad Rothenfelde) општина је у њемачкој савезној држави Доња Саксонија. Једно је од 34 општинска средишта округа Оснабрик. Према процјени из 2010. у општини је живјело 7.351 становника. Посједује регионалну шифру (AGS) 3459006.

## Географски и демографски подаци
Бад Ротенфелде се налази у савезној држави Доња Саксонија у округу Оснабрик. Општина се налази на надморској висини од 96 метара. Површина општине износи 18,2 km². У самом мјесту је, према процјени из 2010. године, живјело 7.351 становника. Просјечна густина становништва износи 404 становника/km².

## Међународна сарадња
| Мјесто  | Држава    | Врста сарадње | Од    |
| ------- | --------- | ------------- | ----- |
| Аверест | Холандија | партнерство   | 1988. |
| Извор   |           |               |       |